# 補特伽羅論者
補特伽羅論者，或譯補特伽羅派，佛教阿毘達摩術語，最早由說一切有部提出，是支持「有補特伽羅」的宗派的合稱。說一切有部迦多衍尼子《發智論》主張「無補特伽羅」。後來提婆設摩《識身論》自稱性空派，將支持「有補特伽羅」的宗派概括統稱為補特伽羅派。其中的宗派，包括了主張「補特伽羅自體實有」的犢子部及其支派正量部等，和認為「有勝義補特伽羅」的說轉部等。赤銅鍱部《論事》也批判了補特伽羅派。
大乘佛教許多宗派在「無人我亦無法我」的無我綱領下對補特伽羅派進行批判。

## 學說
提婆設摩《識身論》自稱“性空論者”而批判了“補特伽羅論”者：
|  | - 補特伽羅論者作如是言：諦義勝義補特伽羅，可得可證，現有等有，是故定有補特伽羅。 - 補特伽羅論者作如是言：有我、有情、命者、生者、養育、士夫、補特伽羅。由有補特伽羅故，能造諸業，或順樂受，或順苦受，或順不苦不樂受。彼造順樂受業已，領受樂受；造順苦受業已，領受苦受；造順不苦不樂受業已，領受不苦不樂受。 - 補特伽羅論者作如是言：有我、有情、命者、生者、養育、士夫、補特伽羅。由有補特伽羅故，於所見聞覺知法中，已得已求，意隨尋伺。 - 補特伽羅論者作如是言：有為可得，無為可得，補特伽羅，亦有可得。 |

北涼浮陀跋摩譯《阿毘曇毘婆沙論》：
|  | - 我人論者作如是說：人縛、人解，非法縛解。 - 頗有一智知一切法耶？……問曰：何以作此論？答曰：為止他義故。……犢子部作是說：人能知、非智。為止如是諸異義故，而作此論。頗有一智知一切法耶？答曰：無也。若復有此智，生一切諸法無我，此智何所不知耶？答曰：不知自體，……不知相應，……不知共有，……以智知，不以人知，便止犢子部意。 - 頗有一識識一切法？乃至廣說。問曰：以何等故？智後次說識。答曰：……復有說者，欲止犢子部意故，彼說：智是道支，識是有枝。彼依佛經，作如是說：識緣名色故，知是有枝；云何聖道，所謂正見，乃至正定，是故說智是道支。為止如是意，欲說：智識俱是有枝，俱是道支故，次智說識。復有說者，止譬喻者意，譬喻者說：智之與識，是次第生法，不一時生。為止彼人意故，作如是說：若此智，生一切法無我，此智何所不知？此智必有相應識，便止彼人識智次第生意故。 - 或有說者：有人，以有人故，憶本所作。……以何等故？人不可得，……前心不往後心，而能憶本所作。……答曰：眾生之法，得如是相似習智。 - 犢子部作如是說：處所是假名法，無有定體；結非假名，眾生非假名，各有定體。阿毘曇者作如是說：處所非假名，結非假名；眾生是假名。譬喻者作如是說：結非假名，有定體；處所是假名，眾生是假名，無有定體。問曰：彼何故說處所是假名法無有定體？答曰：彼作是說：以於境界中有欲、無欲故。猶如有一端嚴女人，他人見已，或起敬心，或起欲心，或起恚心，或起愱心，或起厭心，或起悲心，或起捨心。……以於境界起如是等有欲、無欲心故，智處所是假名法，無有定體。 |

## 後續記載
《異部宗輪論》記載說轉部認為「有勝義補特伽羅」，此勝義補特伽羅是五蘊所攝微細難以施設之法。
龍樹《大智度論》等記載有第五不可說法藏，並記載犢子部認為「人是第五不可說法藏中所攝」，補特伽羅不是五蘊有為法和無為法所攝，是不可說法所攝，此說不見於《大毘婆沙論》等早期部派佛教著作和《異部宗輪論》等。
玄奘譯世親《大乘成業論》記載有「不應執我體實有，與六識身為所依止」，經常被稱為是在批判犢子部的觀點。